# Csattanó maszlag
A maszlag vagy csattanó maszlag (Datura stramonium) a burgonyafélék (Solanaceae) családjába tartozó növényfaj. Közép-amerikai származású gyomnövény, de szinte az egész világ melegebb vidékein elterjedt, nitrogéndús talajok gyomos társulásaiban. Nemzetségének egyetlen magyarországi képviselője. Manapság dísznövényként is tartják, akár cserépben is, gyakran közintézmények bejáratát díszíti.

## Jellemzői
Terebélyes növény. Levelei oválisak, öblösen fogazottak. Virága 2,5–4 cm hosszú, tölcsér formájú, fehér színű hegyes pártacimpákkal. Toktermése 4 kopáccsal nyílik, felálló, erősen tüskés. Apró (3–4 mm hosszú, 2 mm széles), vese alakú magvai sötétszürkések/feketék.
T4-es gyomnövény, tehát a téli fagyokra érzékeny, a hideg időszakot mag formájában vészeli át és csak tavasz végén, 20-30 °C körüli hőmérsékleten csírázik. Nyár végére, ősz elejére hoz magot.
- Csattanó maszlag (Datura stramonium) növény
- A maszlag virága
- A még zöld termés
- A zöld termés keresztmetszete
- A kinyílt toktermés magvakkal

## Hatóanyagai
Hatóanyagai tropánalkaloidok, köztük a hioszciamin és az atropin, továbbá szkopolamin, vitanolidok, hidroxi-kumarinok, flavonoidok.

## Felhasználása
Erősen mérgező. A gyógyászati, illetve halálos adag között sokszor alig van különbség; gyermekek számára akár 15 szem mag elfogyasztása is halálos lehet. Emiatt napjainkban az orvostudomány a leveleiből és terméseiből készült kivonatokat alig használja, csak pár alkalmazása maradt, például a Parkinson-kór, köhögés és asztma ellenszereként. Régóta ismert hallucinogén hatása miatt kábítószerként is használják (főleg tapasztalatlan, kockázatkereső fiatalok), azonban ez többnyire egy 4-24 óráig tartó, öntudatlan, delíriumszerű kellemetlen állapotot okoz, amely sok esetben kórházban végződik. A kipróbálók többsége soha többé nem fogyaszt belőle, mivel élvezeti értéke csekély (az élmény gyakran kellemetlen), és emellett nagy a halálos túladagolás veszélye.
A VIII. Magyar Gyógyszerkönyvben két formája hivatalos:
| Csattanó maszlag levél              | Stramonii folium          |
| Sztramónium levélpor, standardizált | Stramonii pulvis normatus |